# Фрауэнкаппелен
Фрауэнкаппелен (нем. Frauenkappelen) — коммуна в Швейцарии, в кантоне Берн.
Входит в состав округа Лаупен. Население составляет 1253 человека (на 31 декабря 2006 года). Официальный код — 0663.